# Cross Gene
Cross Gene (кор. 크로스진, «Пересечение генов») — южнокорейский бойз-бэнд, состоящий из четырёх участников.
До дебюта рабочее название группы было Project [A].
Официальный дебют группы состоялся 14 июня 2012 года на музыкальном шоу «M! Countdown».

## Дискография
| №  | Название                            | Длительность |
| -- | ----------------------------------- | ------------ |
| 1. | «One Way Love»                      | 4:09         |
| 2. | «SKY HIGH»                          | 3:18         |
| 3. | «FOR THIS LOVE»                     | 3:12         |
| 4. | «LA-DI DA-DI (라-디 다-디)»         | 3:13         |
| 5. | «My Lady»                           | 3:56         |
| 6. | «La-Di Da-Di (라-디 다-디) (Inst.)» | 3:09         |

| №  | Название                        | Длительность |
| -- | ------------------------------- | ------------ |
| 1. | «La-Di Da-Di (Japanese ver.)»   | 3:11         |
| 2. | «Sky High (Japanese ver.)»      | 3:17         |
| 3. | «One Way Love (Japanese ver.)»  | 4:05         |
| 4. | «For This Love (Japanese ver.)» | 3:11         |
| 5. | «New Days»                      | 3:58         |
| 6. | «La-Di Da-Di (inst.)»           | 3:09         |
| 7. | «New Days (inst.)»              | 3:58         |

- 13.03.2013 - Первый японский сингл Shooting Star
- 22.08.2013 - -WITH U- (single)
- 16.10.2013 - My Love Song (single)
- 1.12.13 - Aurora (single)
- 21.01.15 - Второй японский сингл Future
- 13.04.2015 - Второй корейский мини-альбом Play With Me
- 07.10.2015 - Третий японский сингл Love&&Peace/sHI-tai!

## Состав

### Текущий состав
| Сценический псевдоним | Сценический псевдоним | Настоящее имя | Настоящее имя | Дата рождения | Позиция в группе        | Годы активности        |
| Основной              | Другой                | На русском    | Корейский     | Дата рождения | Позиция в группе        | Годы активности        |
| --------------------- | --------------------- | ------------- | ------------- | ------------- | ----------------------- | ---------------------- |
| Син                   | Shin                  | Син Вон Хо    | 신원호        | 23.10.1991    | Лидер, вокалист, вижуал | 2012 — настоящее время |
| Санмин                | Sangmin               | Ким Сан Мин   | 김상민        | 07.07.1992    | Рэпер, танцор           | 2012 — настоящее время |
| Ёнсок                 | Yongseok              | Ким Ён Сок    | 김용석        | 08.01.1993    | Главный вокалист, макнэ | 2012 — настоящее время |

### Бывшие участники
| Сценический псевдоним | Сценический псевдоним | Настоящее имя | Настоящее имя                | Дата рождения | Позиция в группе                      | Годы активности |
| Основной              | Другой                | На русском    | Корейский/китайский/японский | Дата рождения | Позиция в группе                      | Годы активности |
| --------------------- | --------------------- | ------------- | ---------------------------- | ------------- | ------------------------------------- | --------------- |
| Сеён                  | Seyoung               | Ли Се Ён      | 이세영                       | 08.08.1990    | Главный вокалист                      | 2013 — 2020     |
| Каспер                | Casper                | Чу Сяосян     | 储晓祥                       | 20.03.1991    | Рэпер, танцор                         | 2012 — 2017     |
| Такуя                 | Takuya                | Тэрада Такуя  | 寺田拓哉                     | 18.03.1992    | Вокалист, вижуал (лидер до 2014 года) | 2012 — 2018     |
| Джей.Джи              | J.G                   | Ко Га Нён     | 고가녕                       | 12.01.1993    | Главный вокалист, вижуал              | 2012 — 2013     |